# Nordic Light Region
För andra betydelser, se Nordic light.
Nordic Light Region (NLR) är en del av Sweet Adelines International, och därmed en paraplyorganisation för de barbershopkörer och barbershopkvartetter i Norden som hör till Sweet Adelines International. NLR har flera av världens bästa barbershopgrupper inom kvinnlig barbershop, bland annat världsmästarkvartetten SALT som vann titeln Queens of Harmony i Las Vegas 2006.
Pearls of the Sound vann Harmony Classic kategorin Small Chorus i San Antonio 2001. Alba Show Chorus vann Harmony Classics 2007 & 2011 som världens bästa kör under 30 personer.  Stockholm City Chorus vann samma tävling år 2008 och hamnade 2010 på 7:e plats vid de internationella tävlingarna (inoff. VM för fullstor kör) i Seattle, USA. Regionens körer har under årens lopp hamnat i final (Top-Ten) ett antal gånger, med silverplacering som bäst.